# Innoxius magnus
Innoxius magnus is een hooiwagen uit de familie Stygnidae.